# Shinkansen L0

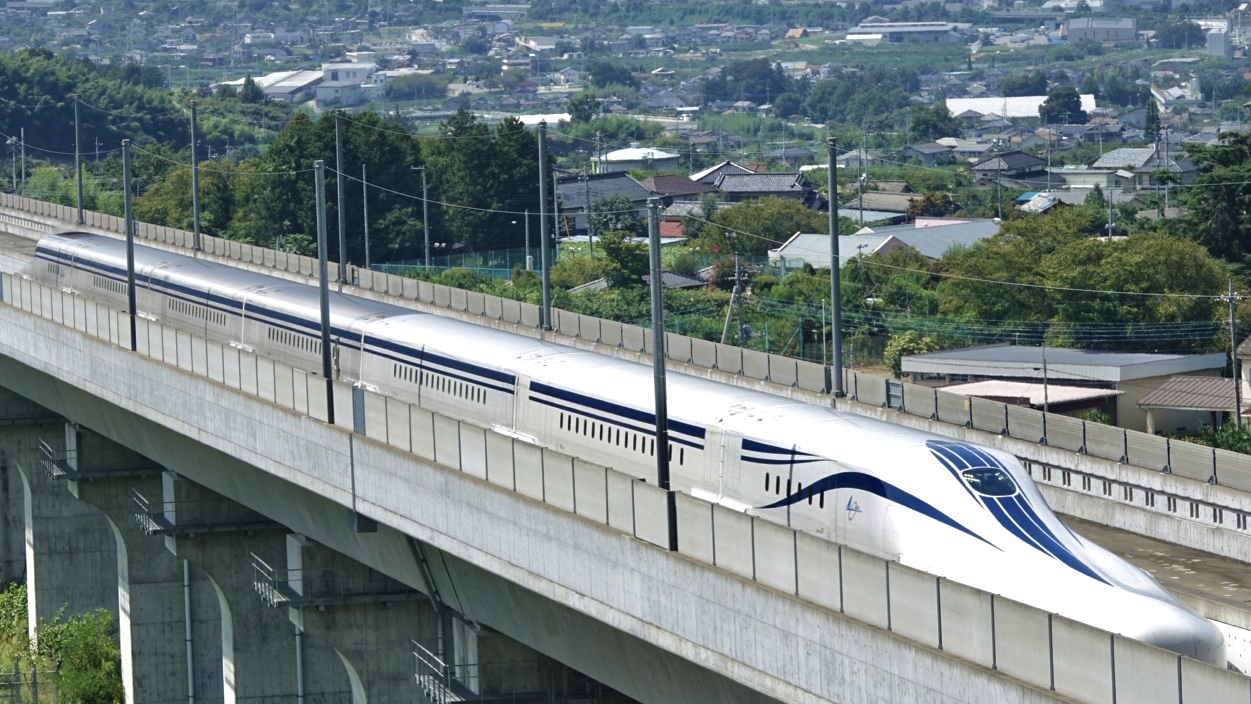
Le Shinkansen L0 lors d’une phase de test le 29 août 2020.

Le Shinkansen L0 (L0系, Eru-zero-kei) est la dernière version du SCMaglev, un train à sustentation magnétique développé par la Japan Railway Company. En avril 2015, il entre en phase de test en vue d'une utilisation éventuelle sur la ligne Shinkansen Chūō, en construction entre Tokyo et Osaka au Japon. Quatorze véhicules de pré-production sont en construction par Mitsubishi Heavy Industries et par Nippon Sharyo.

## Records
Un train de sept voitures a établi le record du monde de vitesse à 603 km/h, le 21 avril 2015. Les trains devraient atteindre une vitesse maximale de 505 km/h en utilisation commerciale. Ils permettront ainsi un voyage en quarante minutes entre Tokyo (gare de Shinagawa, en cours de réaménagement) et Nagoya et d'une heure et sept minutes entre Tokyo et Osaka.

### Historique des records de vitesse
- 16 avril 2015 : record du monde pour un train en conduite manuelle (590 km/h[1])
- 21 avril 2015 : record du monde pour un train en conduite manuelle (603 km/h[2])

### Historique des records de distance
- 10 avril 2015 : plus longue distance parcourue en un jour (3 904 km)
- 14 avril 2015 : plus longue distance parcourue en un jour (4 064 km)